# Tempel van Minerva (Aventijn)
De Tempel van Minerva (Latijn:Aedes Minervae) was een tempel ter ere van de godin Minerva in het oude Rome.
De Tempel van Minerva stond op de Aventijn, waarschijnlijk op de noordelijke zijde uitkijkend over het Circus Maximus. Het is niet bekend wanneer en door wie de tempel werd gesticht. De datum van inwijding was of 19 maart of 19 juni, waarbij de laatste datum mogelijk de wijding van de herbouw was.
De oudste vermelding stamt uit de tijd van de Tweede Punische Oorlog, toen de scribae (dichters) en de histriones (acteurs) er hun hoofdkwartier hadden. De tempel werd gerestaureerd door keizer Augustus, die tijdens zijn regering een groot aantal godshuizen liet opknappen en daar trots melding van maakte in zijn Res Gestae. Het gebouw bestond zeker tot in de 4e eeuw, toen het werd opgenomen in twee bewaard gebleven stadsgidsen.
Het grondplan van de tempel is bekend, omdat het staat afgebeeld op een fragment van een marmeren stadskaart uit het begin van de 3e eeuw. Het was een peripteros tempel met 6 zuilen aan de korte zijden (hexastyl) en 13 aan de lange zijden. De tempel was ongeveer 22 meter breed en 45 meter lang.

## Trivia
- Minerva werd ook vereerd in de grote Tempel van Jupiter Optimus Maximus op de Capitolijn.
- De tempel op de Aventijn mag niet worden verward met de zogenaamde Tempel van Minerva Medica, de grote ruïne met ingestorte koepel bij het Stazione Termini. Dit was in werkelijkheid geen tempel maar een nymphaeum.

## Voetnoot
1. ↑  Festus, 333
2. ↑  Augustus, Res Gestae divi Augusti - 19

## Referentie
- S.B. Platner, A topographical dictionary of ancient Rome, Londen 1929. Art. Aedes_Minervae